# هنري بيترسون (مؤلف)
هنري بيترسون (بالإنجليزية: Henry Peterson)‏ (7 ديسمبر 1818، فيلادلفيا في الولايات المتحدة - 10 أكتوبر 1891، فيلادلفيا في الولايات المتحدة)؛ شاعر وروائي أمريكي.